# 454 Life Sciences
La 454 Life Sciences è una compagnia statunitense con sede a Branford, nel Connecticut specializzata nel sequenziamento ad elevato parallelismo utilizzando una nuova tecnologia di pirosequenziamento basata su un approccio di sequencing by synthesis (sequenziamento durante la sintesi).
La compagnia, fondata nel 2000, ha avuto un'enorme crescita in seguito al rilascio, nel 2005, del primo macchinario di sequenziamento di nuova generazione (G20) al mondo e, in seguito, alla sua acquisizione da parte della Roche.